# 阿圖爾·馬斯
阿圖爾·馬斯·加瓦罗（1956年1月31日—）是加泰羅尼亞政治家，為獨派政黨加泰隆尼亞歐洲民主黨主席、以及獨派政黨聯盟一起說是的領導人之一，曾任加泰隆尼亞自治區主席。

## 生平
他是加泰羅尼亞地區首長，2010年12月27日上任。他也是支持加泰羅尼亞獨立運動自由加泰羅尼亞民主聯盟主席。
阿圖爾·馬斯從巴塞羅那大學畢業，能說流利英語和法語。
他的思想偏向右派自由主義，支持加泰羅尼亞獨立運動。他支持同性戀權利，但反對同性婚姻。
2010年，馬斯第一次表示，他投票決定加泰羅尼亞是否獨立。主權和加泰羅尼亞獨立為他的政治議程核心。